# Певокі (Вісконсин)
Певокі (англ. Pewaukee) — місто (англ. city) в США, в окрузі Вокеша штату Вісконсин. Населення — 15 914 особи (2020).

## Географія
Певокі розташоване за координатами 43°3′59″ пн. ш. 88°14′40″ зх. д. / 43.06639° пн. ш. 88.24444° зх. д. (43.066323, -88.244413).  За даними Бюро перепису населення США в 2010 році місто мало площу 54,79 км², з яких 50,51 км² — суходіл та 4,28 км² — водойми.

## Демографія
Згідно з переписом 2010 року, у місті мешкало 13 195 осіб у 5410 домогосподарствах у складі 3883 родин. Густота населення становила 241 особа/км².  Було 5767 помешкань (105/км²).
Расовий склад населення:
| - 94,3 % — білих - 2,6 % — азіатів - 1,1 % — чорних або афроамериканців - 0,3 % — корінних американців |

До двох чи більше рас належало 1,2 %. Частка іспаномовних становила 2,1 % від усіх жителів.
За віковим діапазоном населення розподілялося таким чином: 21,5 % — особи молодші 18 років, 62,2 % — особи у віці 18—64 років, 16,3 % — особи у віці 65 років та старші. Медіана віку мешканця становила 45,3 року. На 100 осіб жіночої статі у місті припадало 94,6 чоловіків;  на 100 жінок у віці від 18 років та старших — 92,5 чоловіків також старших 18 років.
Середній дохід на одне домашнє господарство  становив 103 484 долари США (медіана — 83 232), а середній дохід на одну сім'ю — 121 473 долари (медіана — 98 708). Медіана доходів становила 70 830 доларів для чоловіків та 51 685 доларів для жінок. За межею бідності перебувало 2,9 % осіб, у тому числі 2,3 % дітей у віці до 18 років та 3,6 % осіб у віці 65 років та старших.
Цивільне працевлаштоване населення становило 7196 осіб. Основні галузі зайнятості: освіта, охорона здоров'я та соціальна допомога — 21,6 %, виробництво — 21,1 %, роздрібна торгівля — 11,7 %, науковці, спеціалісти, менеджери — 10,4 %.